# Stuart Highway

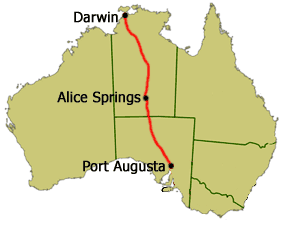
De Stuart Highway

De Stuart Highway is een van Australië's belangrijkste wegen. Vaak wordt er kortweg naar verwezen als The Track. De weg is vernoemd naar John McDouall Stuart, de eerste Europeaan die het land van zuid naar noord doorkruiste. Pas in het midden van de jaren 80 werd de weg volledig verhard. De weg maakt deel uit van het nationale wegennet van Australië. Hij loopt van Port Augusta in het zuiden, via Alice Springs naar Darwin in het noorden over een afstand van ongeveer 2800 km. Nabij Marla kruist de Stuart Highway de Oodnadatta Track.
Het traject van de World Solar Challenge, een tweejaarlijks terugkerende race voor voertuigen aangedreven met zonne-energie, loopt langs de Stuart Highway.